# My! My! Time Flies!
«My! My! Time Flies!» es una canción de Enya, incluida en su séptimo álbum de estudio And Winter Came, publicado en 2008, y extraída del mismo como tercer sencillo en 2009.

## Historia
Fue dedicada al fallecido guitarrista irlandés Jimmy Faulkner, y el último tema grabado para el álbum. La canción se basa en una conversación que un día mantuvieron Enya, Nicky Ryan, su mánager, y Roma, esposa de éste, hablando del paso del tiempo y de los estilos musicales preferidos de Jimmy, con referencias a The Beatles y Tchaikovski. La canción constituye un ligero cambio del estilo musical de Enya, ya que cuenta con solos de guitarra de Pat Farrell.

## Contenido
La canción hace referencia a destacadas figuras en la historia de la música, como Elvis Presley, y también a grandes hitos y acontecimientos históricos. Una buena prueba de ello es la parte en la que se menciona la caída de la manzana sobre Isaac Newton, y otros sucesos y acontecimientos.

## Lista de canciones
| N. | Tema                  | Duración |
| -- | --------------------- | -------- |
| 1. | "My! My! Time Flies!" | 3:02     |

## Letra
My! My! Time Flies! One step and we're on the moon,

next step into the stars

My! My! Time Flies! Maybe we could be there soon, 

a one way ticket to mars 

My! My! Time Flies! A man underneath a tree, 

an apple falls on his head

My! My! time Flies! a man wrote a symphony, 

it's 1812 
 

My! My! Time flies! Four guys across abbey road, 

one forgot to wear shoes 

My! My! Time flies! A rap on a rhapsody, 

a king who's still in the news, 

a king to sing you the blues

My! My! Time Flies! A man in a winter sleigh, 

white white white as the snow 

My! My! Time Flies! A new day is on its way, 

so let's let yesterday go 

Could be we step out again 

Could be tomorrow but then,

could be 2010.